# هوراس ويلسون (سياسي)
هوراس ويلسون هو سياسي كندي، ولد في 24 أبريل 1848 في مقاطعة كندا، وتوفي في 1903.